# Суспензія важка
Суспензія важка (рос. суспензия тяжелая,англ. heavy suspension, нім. schwere Flüssigkeit f, Schwertrübe f) — суспензія, що утворюється з застосуванням дисперсної фази (суспензоїду) з важких тонкоподрібнених матеріалів — обважнювачів, таких як тонкоподрібнені магнетит, барит, ґаленіт, феросиліцій та ін. Суспензія важка використовується як важке середовище для гравітаційного збагачення корисних копалин у важкосередовищних сепараторах.

## Загальна характеристика
Безструктурні суспензії, застосовувані найчастіше в практиці гравітаційного збагачення, є нестабільними системами. В міру збільшення структуроутворення або підвищення вмісту в ній твердого підвищується і її стійкість. Ступінь стійкості С.в. багато в чому визначає конструкцію збагачувального обладнання, режим і умови його роботи, точність розділення корисної копалини. Підвищення стійкості суспензій може бути досягнуто різними способами: створенням висхідних і горизонтальних потоків; застосуванням обважнювачів визначеного складу; додаванням реагентів-пептизаторів; фізико-механічними впливами. Метод стабілізації суспензії шляхом створення в робочій зоні сепаратора висхідних і горизонтальних потоків є основним і тому найпоширенішим. Стійкість суспензії підвищується і при додаванні в неї тонких класів обважнювача і рудних шламів. Іноді додають 1—3% глинистих матеріалів або застосовують суміш порошків матеріалів різної густини (напр., суміш феросиліцію з магнетитом або з піротином). Підвищення стійкості суспензій при одночасному зниженні їхньої в'язкості на 15—35% може бути досягнуто застосуванням реагентів-пептизаторів, що знижують злипання частинок. Найбільш ефективні гексаметафосфат і триполіфосфат натрію. Реагенти-пептизатори застосовують при значному вмісті шламів в суспензіях і при збагаченні в суспензіях підвищеної густини (понад 2000 кг/м3). Вміст реагентів-пептизаторів у суспензії не повинен перевищувати 0,001 — 0,5% від маси обважнювача. Стійкість суспензії може бути підвищена при одночасному зниженні її в'язкості на 30—40% також за рахунок фізико-механічних впливів (напр., за рахунок коливань з частотою 5—8 Гц і амплітудою 6—10 мм).
Важкі суспензії для збагачення корисних копалин  не повинні бути абразивними.
У практиці гравітаційного збагачення для приготування суспензій на вуглезбагачувальних фабриках використовують магнетитовий концентрат густиною 4400 – 4700 кг/м3, на рудозбагачувальних фабриках – феросиліцій густиною 6800 – 7200 кг/м3, які задовольняють усім вимогам до обважнювачів.

## Приготування і регенерація суспензії

Див. також Регенерація (у збагаченні корисних копалин)
Приготування суспензії виконується за допомогою комплексу КАПТС (комплекс автоматичного приготування і транспортування суспензії). Комплекс КАПТС (рис. ) звичайно розміщується на магнетитовому складі і дозволяє приготувати магнетитові суспензії густиною до 2100 кг/м3, подавати її на висоту до 25 м при продуктивності 1,5 м3/год. Друга модифікація комплексу – КАПТ-2С призначена для приготування суспензії із двокомпонентного обважнювача: феросиліцію і магнетиту з густиною до 2900 кг/м3. 
Магнетит зі складу 1 грейферним краном 2 подається на вібраційний грохот 3 для відділення крупних випадкових речовин. Підрешітний продукт грохота надходить у бункер 4 циліндричної форми, який має добовий запас ємності. З бункера обважнювач визначеної крупності (92—96 % класу – 0,074 мм) вібраційним живильником 5 дозується і подається в агрегат 6 приготування суспензії, куди також подаються вода і стиснене повітря.
При закритому шибері 7 вода і магнетит переміщуються стисне-ним повітрям (приготування суспензії), при відкритому шибері 7 готова суспензія стисненим повітрям транспортується по трубопроводу 8 у бак кондиційної суспензії 9.
Комплекс КАПТС може використовуватися в двох режимах роботи – автоматичному і дистанційному. Більш раціональний перший режим, при якому завантаження апарата водою і обважнювачем, контроль рівня води, обважнювача і суспензії, приготування суспензії і її транспортування, а також світлова сигналізація здійснюються автоматично. 
Робоча (кондиційна) суспензія за своїми властивостями (густина, в’язкість, стійкість) відповідає вимогам процесу важкосередовищної сепарації. Але при відмивці обважнювача утворюється значний об’єм некондиційної (розрідженої) суспензії, яка цим вимогам не відповідає. Некондиційну суспензію направляють на регенерацію.
Регенерація некондиційної суспензії в процесі важкосередовищного збагачення призначена для відновлення густини робочого середовища, розведеного при відмиванні магнетиту від продуктів збагачення, можливо більш повного вилучення магнетиту з промивних вод, а також для очищення суспензії від шламу, що потрапляє в неї з вихідним вугіллям. Найбільш поширеним способом регенерації магнетитової (феросиліцієвої) суспензії є магнітна сепарація, заснована на використанні розходження в магнітних властивостях магнетиту (феросиліцію) і вугільного (рудного) шламу.
При збагаченні вугілля залежно від крупності живлення і прийнятої технології переробки можуть бути застосовані одностадійна, двостадійна, комбінована і роздільна схеми регенерації суспензії.